# Плессас, Мимис
Мимис Плессас (греч. Μίμης Πλέσσας; 12 октября 1924, Афины, Греция — 5 октября 2024, Афины, Греция) — один из виднейших новогреческих композиторов, пианист, дирижёр.

## Жизнеописание
Мимис Плессас родился 12 октября 1924 года в Афинах. Уже в школьные годы он был первым солистом фортепиано греческого радио. В 1952 году он начал писать музыку. С 1956 года работал как дирижёр и композитор. Автор оперетт, балетной сюиты «Αθηναϊκό πανόραμα» и современной оперы «Ορφέας και Ευρυδίκη» («Орфей и Эвридика»), «Ζεύς» («Зевс») (1998 год).
Плессас написал музыку к 104 фильмам и 70 спектаклям. Сотрудничал с известными греческими певцами (Яннис Пулопулос, Маринелла, Нана Мускури, Антонис Ремос, Толис Воскопулос, Стратос Дионисиу и др.). Плессас был удостоен нескольких золотых и платиновых альбомов, его альбом «Ο Δρόμος» (LYRA, 1969 год) на стихи Лефтериса Пападопулоса является лидером в греческой дискографии, продажи альбома превысили 1 000 000 экземпляров.

### Смерть
Умер 5 октября 2024 года, за неделю до своего 100-летия.

## Награды
Мимис Плессас неоднократно был удостоен наград в Греции и за рубежом. Всего было получено шесть отличий в Греции и семь международных наград (в Барселоне в 1960 году, в Варшаве в 1962 году, в Бельгии в 1963, в Италии (Monte Alto) в 1964, в США в 1965 году, в Париже и Токио в 1968 и 1970).
В июне 2000 года в честь пятидесятилетия творческой деятельности композитор был награждён Золотой медалью города Афины за вклад в развитие культуры. В 2001 году президент Греции наградил Плессаса Золотым крестом Ордена Феникса за его вклад в развитие греческой культуры. В 2004 году получил звание «Человек года» за вклад в мировую культуру.